# Guerrina Fabbri
Guerrina Fabbri (Ferrara, 21 giugno 1866 – Torino, 15 febbraio 1946) è stata un contralto italiano.

## Biografia
Guerrina Fabbri, contralto dalla voce di "timbro simpaticissimo, di grande estensione nel suo registro, e d'un'eguaglianza rara, che si piegava a tutte le morbidezze del canto con la stessa facilità, con cui sapeva tradurre l'impeto delle passioni", studiò canto con il mezzosoprano Isabella Galletti Gianoli.
Debuttò nel 1885 nella Lucrezia Borgia a Viadana nel ruolo di Maffio Orsini e successivamente al Teatro Dal Verme di Milano, ne La Gioconda, nel ruolo della Cieca. Nella stagione 1886 a Madrid cantò ne La Gioconda e in Mefistofele e iniziò un'importante carriera internazionale che la portò a esibirsi nei teatri delle città di Buenos Aires, Montevideo, Rio de Janeiro, Città del Messico, Lisbona, Londra, New York, San Pietroburgo.
Nel 1898 cantò il suo primo ruolo wagneriano, Welgunda ne Il crepuscolo degli dei eseguito al Teatro Comunale di Bologna.
Al Teatro alla Scala di Milano debuttò nella stagione 1891 nel ruolo di Lola in Cavalleria rusticana e nel ruolo di Zuleida nel Condor di Antônio Carlos Gomes. Con il teatro milanese ebbe un importante rapporto professionale, più volte fu scritturata nel ruolo di Quickly nel Falstaff.
Al Teatro Lirico di Milano il 10 novembre 1900 cantò nella prima assoluta dell'opera di Ruggero Leoncavallo Zazà nel ruolo di Natalia, con il soprano Rosina Storchio nel ruolo della protagonista, con la direzione di Arturo Toscanini.
Il 26, 28 e 30 maggio 1898 la Fabbri, insieme a Teresa Alasia, Fausta Labia e Maria Pozzi, partecipò alla prima esecuzione in Italia di composizioni sacre di Giuseppe Verdi: lo Stabat Mater, Laudi alla Vergine, e il Te Deum, con l'Orchestra Municipale di Torino diretta da Arturo Toscanini, concerto eseguito presso la sala concerti del Salone Internazionale di Torino.
La Fabbri fu uno storico contralto dell'epoca nelle opere rossiniane grazie alla capacità tecnica vocale nel sostenere le agilità e le colorature interpretative nei ruoli di Rosina, Angelina, Isabella, Arsace, ottenendo lusinghieri consensi da parte della critica musicale e del pubblico.
L'ultima apparizione sulle scene avvenne nel 1928 al Teatro Comunale di Bologna ne I quatro rusteghi nel ruolo di Margarita, che interpretò con successo numerose volte, soprattutto nell'ultima parte della sua carriera.
Del contralto rimangono alcune rare incisioni fonografiche della Gramophone Monarch Record, registrate a Milano nel 1903 e oggi rimasterizzate in CD.

## Repertorio
- Domenico Cimarosa
  - Il matrimonio segreto (Fidalma)
- Gioachino Rossini
  - Il barbiere di Siviglia (Rosina)
  - La Cenerentola (Angelina)
  - Semiramide (Arsace)
  - L'italiana in Algeri (Isabella)
  - Guglielmo Tell (Edwige)
- Vincenzo Bellini
  - I Capuleti e i Montecchi (Romeo)
- Gaetano Donizetti
  - Linda di Chamounix (Pierotto)
  - Lucrezia Borgia (Orsini)
- Christoph Willibald Gluck
  - Orfeo ed Euridice (Orfeo)
- Georges Bizet
  - Carmen (Carmen)
- Giuseppe Verdi
  - Falstaff (Quickly)
  - Rigoletto (Maddalena)
  - Aida (Amneris)
  - Il trovatore (Azucena)
  - La forza del destino (Preziosilla)
- Richard Wagner
  - Il crepuscolo degli dei (Welgunda)
  - Lohengrin (Ortruda)
  - Sigfrido (Erda)
- Jules Massenet
  - Cendrillon (Madame de la Haltière)
- Giacomo Meyerbeer
  - Il profeta (Fidés)
- Antonín Dvořák
  - Rusalka (Jezibaba)
- Amilcare Ponchielli
  - La Gioconda (La Cieca)
- Pietro Mascagni
  - Cavalleria rusticana (Lola)
  - Guglielmo Ratcliff (Margherita)
- Ruggero Leoncavallo
  - Zazà (Natalia)
- Arrigo Boito
  - Mefistofele (Marta)
- Antônio Carlos Gomes
  - Condor (Zuleida)
- Tomás Bretón y Hernández
  - Los amantes de Teruel (Zulima)
- Ambroise Thomas
  - Hamlet (Gertrude)
- Alfred Bruneau
  - L'attacco al mulino (Marcellina)
- Ermanno Wolf-Ferrari
  - I quatro rusteghi (Margarita)
- Errico Petrella
  - I promessi sposi (Perpetua)

## Discografia
- Gioachino Rossini, L'italiana in Algeri: Pensa alla Patria - Oct-Dec 1903 Milan - Red G&T 053007.
- Gioachino Rossini, Semiramide: Cavatina di Arsace: Ah! quel giorno - Oct-Dec 1903 Milan - Red G&T - 053006
- Gioachino Rossini, Il barbiere di Siviglia: Una voce poco fa - Oct-Dec 1903 Milan - Red G&T 053015
- Vincenzo Bellini, I Capuleti e i Montecchi: Cavatina: Se Romeo t'uccise un figlio - Oct-Dec 1903 Milan - Red G&T 053009.
- Charles Gounod, Romeo e Giulietta: Ah! Se tú dormi (Vaccai) - Oct-Dec 1903 Milan - Red G&T 53321.
- Gaetano Donizetti, Lucrezia Borgia: Brindisi: Il segreto per esser felice - Oct-Dec 1903 Milan - Red G&T 53322
- Giacomo Meyerbeer, Il profeta: Figlio mio - Oct-Dec 1903 Milan - Red G&T CON 558-R-WFG - 053041